# Harry el Brut
Harry el Brut (títol original en anglès: Dirty Harry) és una pel·lícula estatunidenca de Don Siegel, estrenada el 1971. Primer lliurament de la sèrie homònima. Ha estat doblada al català

## Argument
Mentre una jove es banya en una piscina situada sobre una teulada de San Francisco, un home l'assassina amb l'ajuda d'un fusell de calibre .30-06 Springfield. Encarregat de la investigació, i sempre acompanyat del seu Smith & Wesson Model 29, l'inspector Harry Callahan troba el casquet utilitzat sobre una teulada situada no lluny del lloc del crim, i un missatge d'un denominat «Escorpió». El missatge reclama un rescat, a falta del qual l'assassí en sèrie matarà una persona cada dia començant per «un sacerdot catòlic o un negre».
Callahan és un policia atípic. El seu malnom de Harry el brut  (Dirty Harry  en la versió original) és d'altra banda una referència a la seva reputació d'encarregar-se dels assumptes més «podrits» i de resoldre'ls, fins i tot si allò implica la violació dels drets dels criminals. Per a aquest nou assumpte, li imposen una jove recluta, Chico Gonzalez, com a companya. Això irrita Callahan que considera que un policia d'experiència, com Frank DiGeorgio, és l'única persona que podria necessitar, argumentant que els seus companys acaben sempre ferits o fins i tot pitjor.
De resultes de les amenaces d'Escorpió, tota la policia de San Francisco és en alerta. Un helicòpter de la policia aconsegueix desbaratar la seva segona temptativa d'homicidi en la persona d'un homosexual negre, però s'escapa i, l'endemà, aconsegueix matar un jove noi negre tirant d'una altra teulada. La policia li para llavors una trampa, prop de l'església de Sant Pere i Sant Pau, la seva pròxima víctima ha de ser un sacerdot catòlic. Callahan i Chico, apostats en una teulada davant l'església, l'esperen i aconsegueixen impedir-li complir el seu atemptat. Desgraciadament, Escorpió mata un policia en la seva fugida.
Furiós perquè el seu pla macabre hagi estat esgarriat, Escorpió agafa una adolescent, la viola i l'enterra viva en un forat. Contacta llavors amb la ciutat i demana un rescat dos vegades més elevat que el precedent, ajuntant una dent de la víctima amb el seu missatge. Precisa que li ha de ser lliurat ràpidament, ja que la seva presonera disposa només d'aire fins a l'endemà a les 3. L'alcalde decideix pagar el rescat i Callahan n'ha d'assegurar el lliurament. Quan Harry arriba a la cita, Escorpió el contacta amb l'ajuda d'un telèfon públic i, via un joc de pistes que té com a objectiu escampar els eventuals reforços de policia, passeja Callahan per nombrosos indrets de la ciutat. Però ignora que Callahan porta un micro, cosa que permet a Chico saber on va el seu soci.
Quan l'inspector Callahan arriba finalment davant Escorpió, aquest li ordena deixar la seva arma i els diners després el comença a colpejar violentament. Li revela que no té la intenció d'alliberar la noia, ni deixar Callahan viu. Chico, gràcies al micro amagat, arriba i té lloc un intercanvi de trets. Callahan aprofita aquesta diversió per plantar un ganivet a la cama d'Escorpió. Udolant de dolor, l'assassí psicopàtic fuig deixant els diners. Ferit en l'intercanvi de trets, Chico és hospitalitzat, confirmant així les afirmacions de Callahan sobre el perill de ser el seu soci.
Escorpió va llavors a una clínica, però poc temps després, el doctor que l'ha cuidat és interrogat per Callahan i el seu nou soci, Frank DiGiorgio. El doctor els explica que ja havia vist Escorpió i que aquest treballa i viu davant la clínica, al Kezar Stadium, situat a l'angle sud-est del Golden Gate Park. Els dos inspectors, per no perdre temps, s'introdueixen llavors en l'estadi sense esperar obtenir una ordre.
Empaitat en plena nit per Callahan, Escorpió es troba sobre la gespa de l'estadi. En el mateix moment, DiGiorgio encén els projectors que ofereixen així al seu company una vista perfecta sobre l'assassí en sèrie. Callahan ho aprofita per disparar a la cama d'Escorpió que es desploma. Però es nega a revelar el lloc on és enterrada la noia i suplica a Callahan de cridar una ambulància. Per a tota resposta, Callahan el tortura prement la seva cama ferida fins que acabi reconeixent on reté la noia presa. Desgraciadament, quan la policia la troba, és ja morta. Pitjor, Escorpió és alliberat a conseqüència de la violació dels seus drets per Callahan i per la impossibilitat de retenir com a prova el fusell descobert a casa seva (fusell que havia servit veritablement tanmateix per als homicidis) basant-se en l'absència d'ordre judicial.
Després del seu alliberament, Escorpió és seguit permanentment per Callahan que vol impedir-li matar de nou. Escorpió paga llavors un home per colpir-lo a la cara i declara llavors als mitjans de comunicació que la policia el persegueix, en particular l'inspector Callahan, suposat responsable de les seves ferides a la cara. El cap de la policia, sota la pressió de l'alcalde, ordena llavors a Callahan renunciar a seguir Escorpió i aquest, malgrat les protestes de Callahan que afirma que no hi té res a veure.
Havent abandonat temporalment Callahan la seva persecució, Escorpió ho aprofita per desviar un bus escolar transportant nens. Exigeix de nou un rescat i demana un avió privat per anar-se del país. Per no prendre cap risc, l'alcalde insisteix a pagar aquest rescat. Però Callahan decideix empaitar Escorpió sense autorització i arriba finalment a salvar els nens. Segueix l'assassí psicopàtic fins a una fàbrica de ciment on comença un intercanvi de trets. Escorpió veu llavors un jove noi que pesca just al costat de la fàbrica i es llança cap a ell per prendre'l com a ostatge.
Amenaçant el nen, demana a Callahan que deixi la seva arma. Aquest fa gest d'obeir, però en l'últim moment, dispara. Impactat a l'espatlla, Escorpió és violentament projectat darrere per la potència de l'impacte i el nen ho aprofita per escapar-se. Callahan s'apropa llavors a Escorpió, que vacil·la d'apoderar-se de la seva arma, caiguda al costat d'ell. Conscient de la seva indecisió, Callahan li anuncia que ja no recorda si ha disparat 5 o 6 vegades amb el seu S&W Model 29 de calibre .44 Magnum i demanda a Escorpió si està inspirat o no. De ràbia, Escorpió agafa la seva arma, permetent així a Callahan replicar i abatre'l.

## Repartiment
- Clint Eastwood: l'inspector Harry Callahan
- Andrew Robinson: Escorpió

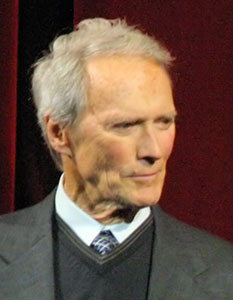
Clint Eastwood

- Harry Guardino: el tinent Al Bressler
- Reni Santoni: l'inspector Chico Gonzalez
- John Vernon: L'alcalde de San Francisco
- John Mitchum: l'inspector Frank DiGiorgio
- Mae Mercer: Sra. Russell
- John Larch: el cap
- Lyn Edginton: Norma
- Ruth Kobart: la conductora de bus
- Woodrow Parfrey: Jaffe
- Josef Sommer: el fiscal Rothko
- Don Siegel: un home que corre pel carrer[3] cameo)

## Producció

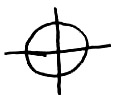
El símbol utilitzat per l'assassí del Zodiac en les seves cartes

### Gènesi del projecte
La història s'inspira en la de l'assassí del Zodíac, que castiga a San Francisco des de la fi dels anys 1960. El guió és en principi proposat a Paul Newman, després comprat per Frank Sinatra i desenvolupat sota el títol de Dead Right  amb Irvin Kershner com a realitzador. Desgraciadament, a Sinatra li han de fer una intervenció quirúrgica i renuncia al projecte. El guió arriba llavors a les mans de Clint Eastwood. Demana a Don Siegel, que l'havia dirigit abans en Coogan's Bluff, Two Mules for Sister Sara i The Beguiled.

### Casting
Audie Murphy va ser preseleccionat per encarnar Escorpió, però mor en un accident d'avió el 1971.

### Rodatge
Don Siegel va ser víctima de la grip. Clint Eastwood el va reemplaçar doncs breument en la direcció de la pel·lícula, sobretot l'escena en la qual Callahan impedeix un home de suïcidar-se.
En un principi, la pel·lícula s'havia de desenvolupar a Seattle, però Eastwood i Siegel van decidir situar la història a San Francisco.

#### Llocs de rodatge
A San Francisco
- 555 California Street[5]
- California Hall, 625 Polk Street
- Ajuntament de San Francisco
- Hall of justice, 850 Bryant Street
- L'estació Forest Hill del Metro lleuger de San Francisco

Hilton San Francisco Financial District, 750 Kearny Street – la piscina a la teulada al principi de la pel·lícula
- Kezar Stadium – Frederick Street, Golden Gate Park
- Dolores Park
- Mont Davidson
- Església Saint-Pierre-et-Paul, Washington Square, 666 Filbert Street
- Washington Square, North Beach
- Big Al's, 556 Broadway St.
- Club de strip-tease Roaring 20's, 552 Broadway
- North Beach

## Premis i nominacions
Nominacions
- 1972: Premi Edgar-Allan-Poe a la millor pel·lícula[6]